# Porto de Cima
Porto de Cima é um distrito do município brasileiro de Morretes, no estado do Paraná. De acordo com o Instituto Brasileiro de Geografia e Estatística (IBGE), sua população no ano de 2010 era de 1 349 habitantes.
Pela lei provincial n.º 32, de 7 de abril 1855, é criado a freguesia de Porto de Cima e anexado a vila de Nhundiaquara (atual município de Morretes). Pela lei provincial n.º 294, de 7 de março 1872, desmembra da vila de Morretes a freguesia de Porto de Cima. Elevado à categoria de vila, condição similar a de município. Pelo decreto n.º 2439, de 5 de dezembro de 1931, o município de Porto de Cima é extinto, sendo seu território anexado ao município de Morretes.
Na localidade está a Igreja de São Sebastião, protegida pela Coordenação do Patrimônio Cultural da Secretaria de Estado da Cultura do Governo do Paraná.